# "Mark Twain" and Other Folk Favorites
| Recensione | Giudizio |
| ---------- | -------- |
| AllMusic   | [ 2 ]    |

"Mark Twain" and Other Folk Favorites è il primo album del cantante statunitense Harry Belafonte, pubblicato nell'agosto del 1954.
È fuori catalogo.

## Tracce

### LP
Lato A
1. Mark Twain – 3:44 (Harry Belafonte)
2. Man Piaba – 3:31 (Harry Belafonte, Jack K. Rollins)
3. John Henry – 3:29 (Paul Campbell)
4. Tol' My Captain – 2:45 (Paul Campbell)
5. Kalenda Rock (Mourning Song) – 3:23 (Lionel Belasco, Paul Patterson)
6. The Drummer and the Cook – 2:03 (Paul Campbell)

Lato B
1. The Fox – 2:50 (Paul Campbell)
2. Soldier, Soldier – 1:36 (Paul Campbell)
3. The Next Big River – 0:20 (Paul Campbell)
4. Delia – 2:58 (Fred Brooks, Lester Judson)
5. Mo Mary – 2:14 (Richard Dyer-Bennett)
6. Lord Randall – 4:08 (Paul Campbell)

- Paul Campbell è un nome fittizio utilizzato per indicare materiale di pubblico dominio.

## Formazione
- Harry Belafonte – voce
- Millard Thomas – chitarra
- Orchestra e coro supervisionata da Hugo Winterhalter
- Hugo Winterhalter, Henri René, Jack Lewis e Joe Carlton - produttori session
- Registrazioni effettuate al RCA Victor's Manhattan Center e al 24th Street Studios, 9, 22 e 29 aprile e 13 maggio 1954
- Kysar (Ed Kysar) – copertina album
- Leonard Feather  –  note retrocopertina album originale[3]